# Nomada concinnula
Nomada concinnula är en biart som beskrevs av Cockerell 1921. Nomada concinnula ingår i släktet gökbin, och familjen långtungebin. Inga underarter finns listade i Catalogue of Life.